# تسرع القلب بسبب إعادة الدخول الأذيني البطيني
تسرع القلب بسبب إعادة الدخول الأذيني البطيني (بالإنجليزية: Atrioventricular reentrant tachycardia)‏ هو نوع من أنواع الإيقاع غير الطبيعي، ويصنف على أنه أحد أنواع تسرع القلب فوق البطيني.
يرتبط هذا المرض بشكل عام مع متلازمة وولف-باركينسون-وايت، حيث يسمح المسار الإضافي للإشارات الكهربائية أن تمر من البطينين وتدخل إلى الأذينين متسببة في انقباض مبكر، الأمر الذي يؤدي إلى التحفيز المتكرر للعقدة الأذينية البطينية.